# Anisodes sypharia
Anisodes sypharia là một loài bướm đêm trong họ Geometridae.